# Krasnoje (Kaliningrad, Slawsk)
Krasnoje (russisch Красное, deutsch Lindicken, Kreis Insterburg, litauisch Lindikai) ist ein Ort in der russischen Oblast Kaliningrad. Er gehört zur kommunalen Selbstverwaltungseinheit Stadtkreis Slawsk im Rajon Slawsk.

## Geographische Lage
Krasnoje liegt 20 Kilometer nordwestlich der einstigen Kreisstadt Tschernjachowsk (Insterburg) und 29 Kilometer südlich der jetzigen Rajonshauptstadt Slawsk (Heinrichswalde) an der Kommunalstraße 27K-112 von Kaschtanowo (Schmilgienen/Kornfelde) an der Regionalstraße 27A-145 (ex A190) nach Lipowka (Szacken/Schackenau) an der Regionalstraße 27A-009 (ex A197). Der Haltepunkt Lindenberg-Lindicken war bis 1945 Bahnstation an der Bahnstrecke Juckeln/Buchhof–Mehlauken/Liebenfelde der Insterburger Kleinbahnen. Heute besteht keine Bahnanbindung mehr.

## Geschichte
Das einst Lindicken genannte kleine Dorf bestand bis 1945 lediglich aus ein paar größeren Höfen. Zwischen 1875 und 1945 war es in den Amtsbezirk (Preußen) Juckeln – 1927 in „Amtsbezirk Buchhof“ umbenannt – eingegliedert und gehörte bis 1945 zum Kreis Insterburg im Regierungsbezirk Gumbinnen der preußischen Provinz Ostpreußen. Im Jahre 1910 zählt Lindicken 202 Einwohner.
Am 30. September 1928 wurde der Nachbargutsbezirk Lindenberg (heute nicht mehr existent) in die Gemeinde Lindicken eingegliedert, gleichzeitig wurde die Landgemeinde Lindicken in „Lindenberg“ umbenannt.
In Kriegsfolge kam Lindicken 1945 mit dem nördlichen Ostpreußen zur Sowjetunion. Der Ort erhielt 1947 die russische Bezeichnung „Krasnoje“ und wurde gleichzeitig dem Dorfsowjet Kalinowski selski Sowet im Rajon Bolschakowo zugeordnet. Später gelangte der Ort in den Wyssokowski selski Sowet im Rajon Slawsk. Von 2008 bis 2015 gehörte Krasnoje zur Landgemeinde Bolschakowskoje selskoje posselenije und seither zum Stadtkreis Slawsk.

## Kirche
Mehrheitlich war die Bevölkerung Lindickens vor 1945 evangelischer Konfession und war in das Kirchspiel der Kirche Aulowönen (1938 bis 1946: Aulenbach, heute russisch: Kalinowka) eingepfarrt. Sie war Teil des Kirchenkreises Insterburg in der Kirchenprovinz Ostpreußen der Kirche der Altpreußischen Union. Heute liegt Krasnoje im Einzugsbereich der evangelisch-lutherischen Gemeinde in Bolschakowo, einer Filialgemeinde in der Kirchenregion Gussew (Gumbinnen) in der Propstei Kaliningrad der Evangelisch-lutherischen Kirche Europäisches Russland.

## Söhne und Töchter des Ortes
- Walter Haasler (1885–1976), deutscher Wasserbauingenieur und Hochschullehrer